# Pareumastacops
Pareumastacops is een geslacht van rechtvleugeligen uit de familie Eumastacidae. De wetenschappelijke naam van dit geslacht is voor het eerst geldig gepubliceerd in 1979 door Descamps.

## Soorten
Het geslacht Pareumastacops omvat de volgende soorten:
- Pareumastacops plebeja Gerstaecker, 1889
- Pareumastacops vismiae Descamps, 1979
- Pareumastacops witotae Descamps, 1979